# Bryaninops erythrops
Bryaninops erythrops és una espècie de peix de la família dels gòbids i de l'ordre dels perciformes.

## Morfologia
Els mascles poden assolir els 2,3 cm de longitud total.

## Distribució geogràfica
Es troba a les Illes Chagos, les Filipines, la Gran Barrera de Corall, Fidji, Samoa, les Illes Mariannes, l'est de les Illes Carolines i les Illes Marshall.